# Laša Šavdatuašvili
Laša Šavdatuašvili (gruz. ლაშა შავდათუაშვილი; Gori, 31. siječnja 1992.) gruzijski je džudist. Bivši je olimpijski i europski prvak, aktualni olimpijski doprvak, te osvajač brojnih odličja s raznih natjecanja.
Laša Šavdatuašvili počeo je osvajati odličja još u mlađim uzrastima. Godine 2010. osvaja Iliadis kup, 3. mjesto na prvenstvu Gruzije i 1. mjesto na Europskom kupu (sve u konkurenciji juniora). Naredne godine na Iliadis kupu osvaja 2. mjesto, uzima srebro na svjetskom prvenstvu, te zlata na Gruzijskom prvenstvu, Europskom prvenstvu i Europskom kupu (također sve u konkurenciji juniora). Iste godine, u seniorskoj konkurenciji osvaja broncu na prvenstvu Gruzije. Od 2012. godine bori se u seniorskoj konkurenciji. Osvaja Svjetske kupove u Tbilisiju, Pragu i Buenos Airesu. Na Europskom prvenstvu u Čeljabinsku osvaja broncu u pojedinačnoj konkurenciji (do 66 kg), te momčadsko zlato.
Nastupao je na Olimpijskom igrama u Londonu 2012. godine. U njegovoj kategoriji, do 66 kg, borilo se 36 džudaša. Iako nije bio među favoritima za osvajanje odličja, nanizao je pet uvjerljivih pobjeda, svladavši u finalu Mađara Miklósa Ungvárija, trostrukog europskog prvaka.
Godine 2013. postaje europskim prvakom u pojedinačno i momčadski, te svjetskim momčadskim prvakom. Naredne godine prešao je u težinsku kategoriju do 73 kg. Osvaja ekipnu broncu na Svjetskom prvenstvu u Čeljabinsku. Od rezultata u 2015. godini, izdvajaju se zlato (Zagreb) i bronca (Tbilisi) na IJF Gran Prix turnirima, te bronca na IJF Grand Slamu u Abu Dhabiju. 
Nastupio je i na Olimpijskim igrama u Londonu 2016. godine. U njegovoj kategoriji, do 73 kg, natjecalo se 35 džudaša. U pet borbi ostvario je četiri pobjede i osvojio broncu. Izgubio je jedino četvrtfinalni meč protiv Japanca Shoheia Ona, olimpijskog pobjednika.
Od zapaženijih rezultata sljedećih godina izdvaja se srebro s Europskog prvenstva u Pragu 2020. godine, te nekoliko medalja sa Svjetskih mastersa, Grand Slam i Grand Prix turnira.

## Nagrade
Predsjednik Gruzije Giorgi Margvelašvili u svibnju 2018. godine odlikovao je Predsjedničkim redom izvrsnosti dvadeset troje gruzijskih sportaša koji su tijekom povijesti ponijeli naslov olimpijskog prvaka. Među njima je bio i Laša Šavdatuašvili.

## Vanjske poveznice
- Službeni profil Laše Šavdatuašvilija na mrežnoj stranici IJF-a